# Gymnusa grandiceps
Gymnusa grandiceps är en skalbaggsart som beskrevs av Thomas Casey 1915. Gymnusa grandiceps ingår i släktet Gymnusa och familjen kortvingar. Inga underarter finns listade i Catalogue of Life.